# غالينا مالشوجينا
غالينا فياتشسلافوفنا مالشوجينا (الروسية: Галина Вячеславовна Мальчугина) هي عدائة مسافات قصيرة روسية سوفيتية ولدت في يوم 17 ديسمبر 1962 في مدينة بريانسك في روسيا، أبرز إنجازاتها كان فوزها بالميدالية الفضية في سباق 4×100 متر في دورة الألعاب الأولمبية الصيفية 1992 في برشلونة مع الفريق الأولمبي الموحد، كما فازت بالميدالية البرونزية في نفس السباق في دورة الألعاب الأولمبية الصيفية 1988 في سيئول مع الفريق السوفيتي، فازت أيضاً بالميدالية الذهبية في بطولة العالم لألعاب القوى 1993 في شتوتغارت مع الفريق الروسي، وفازت بالميدالية الفضية في بطولة العالم لألعاب القوى 1991 في طوكيو مع الفريق السوفيتي، على الصعيد الفردي تمكنت من حصد الميدالية البرونزية في بطولة العالم لألعاب القوى 1995 في غوتنبيرغ في السويد في سباق 200 متر وفازت بميداليتين برونزيتين في بطولة أوروبا لألعاب القوى 1990 وبطولة أوروبا لألعاب القوى 1994. أفضل رقم شخصي لها في سباق 200 متر هو 22.18 ثانية والذي سجلته في سنة 1996 وأفضل رقم لها في سباق 100 متر هو 10.96 ثانية الذي سجلته في سنة 1992. مالشوجينا هي والدة العدائة يوليا تشيرموشانسكايا.

## روابط خارجية
- غالينا مالشوجينا على موقع الاتحاد الدولي لألعاب القوى (الإنجليزية)
- غالينا مالشوجينا على موقع أوليمبيديا (الإنجليزية)